# ひろしま安芸高田神楽
ひろしま安芸高田神楽（ひろしまあきたかたかぐら）とは神楽の様式のひとつである。戦国武将毛利元就が生涯を過ごした広島県北部の安芸高田市において伝統芸能として受け継がれている。市内に22の神楽団を擁する。

## 起源と伝播
安芸高田神楽という呼び名は広島県安芸高田市にちなんだもので、それ以前は「どこそこの舞」と、集落ごとに違う名で呼ばれていた。また、大正末期までは神楽団と称する組織もなく、「組（くみ）」や「連（れん）」といった集まりで、衣装や道具はそれぞれの氏神社に保管していた。奏楽や舞など、年長者が口伝で若い者に伝えていくスタイルは現在も全く変わっていない。
安芸高田神楽がいつ誕生したと明確に触れた文献は存在しないが、いくつかの文献は残っている。例えば、安芸高田市美土里町に残っている文章には、1715年（正徳5年）8月25日、安芸高田市美土里町生田の神職・三上宮内太夫倶信が、川角山八幡神社で「御八注連」の舞を奉納し、舞子が奉仕したと書かれている。
さらに、安芸高田市高宮町の「高宮町の神楽」（著:佐々木耕三）によると、「今から150～160年前（文化・文政の頃か）、梶矢の住人坂口格太ら数名の者が、石見の国阿須那の神官斎藤氏より伝授されたとされている神楽は六調子風のものではなかったかと推量される（これに関する記録は、資料の保管場所であった川根浄泉坊が明治四年に全焼したため現在残っていない）。すなわち、川根においては六調子風神楽から八調子神楽に改められて、これに郷土色を加えて、長年の間に改良され、大衆化して今日の高田神楽になったと思われる。…（中略）…以上によって考えると、当地区の神楽はおよそ150年前に高田神楽としての形を整えてきたのではないかと考えられるが、それ以前にも出雲文化の浸透によって、きわめて幼稚で素朴な「神祭子わざ」としての神楽が存在していたのではないかとも考えられる。」との記述がある。
また、1819年（文政2年）に記された藩政時代の古記録「国郡志書出帳」には、「古くから舞が舞われていた」との記述も見えることから、これらを踏まえて推理してみると、安芸高田神楽は少なくとも江戸末期には既に存在していたといっても、過言ではない。つまり、安芸高田神楽の「元禄発祥説」は、にわかに真実味を帯びてくる。
これらから総合的に推察すると、安芸高田市での神楽奉納は、将軍・綱吉の時代、赤穂浪士討ち入り（1702年）以前には、その原型があったものと考えられ、その歴史は300年を超えることになる。

## 特徴
演劇性が高く、スピード感にあふれる。2025年現在は後継者不足に悩まされている。

## 神楽団体
- 美土里町（13団体）
  - 上河内神楽団（うえごうち、美土里町本郷）
  - 塩瀬神楽団（しおせ、美土里町本郷）
  - 広森神楽団（ひろもり、美土里町本郷）
  - 神幸神楽団（しんこう、美土里町本郷）
  - 青神楽団（あお、美土里町生田）
  - 錦城神楽団（きんじょう、美土里町生田）
  - 美穂神楽団（みほ、美土里町生田・島根県邑南町久喜）
  - 日吉神楽団（ひよし、美土里町北）
  - 中北神楽団（なかぎた、美土里町北）
  - 黒瀧神楽団（くろたき、美土里町北）
  - 天神神楽団（てんじん、美土里町北）
  - 横田神楽団（よこた、美土里町横田）
  - 桑田天使神楽団（くわたてんし、美土里町桑田）

- 高宮町（6団体）
  - 梶矢神楽団（かじや、高宮町川根）
  - 山根神楽団（やまね、高宮町川根）
  - 佐々部神楽団（ささべ、高宮町佐々部）
  - 羽佐竹神楽団（はさたけ、高宮町羽佐竹）
  - 来女木神楽団（くるめぎ、高宮町来女木）
  - 原田神楽団（はらだ、高宮町原田）

- 吉田町（2団体）
  - 吉田神楽団（よしだ、吉田町吉田）
  - 高猿神楽団（たかざる、吉田町多治比）

- 八千代町（1団体）
  - 八千代神楽団（やちよ、八千代町土師）

## 文化財に指定された神楽
以下の演目は全て昭和29年4月23日に、団体は昭和54年3月26日に、来女木神楽団は昭和57年2月23日に広島県の無形民俗文化財に指定されている。
演目
- 桑田天使神楽団 ｢神降し｣[4]

- 青神楽団 ｢神迎え｣[5]

- 山根神楽団 ｢剣舞｣[6]

- 梶矢神楽団 ｢鍾馗｣[7]

団体
- 川角山八幡神楽(青神楽団、錦城神楽団) [8]

- 西尾山八幡神楽(日吉神楽団、天神神楽団、黒瀧神楽団、中北神楽団) [9]

- 津間八幡神楽(神幸神楽団) [10]

- 佐々部神楽(佐々部神楽団) [11]

- 羽佐竹神楽(羽佐竹神楽団) [12]

- 原田神楽(原田神楽団) [13]
- 来女木神楽（来女木神楽団）[14]

## 主な演目
- 紅葉狩
- 戻り橋～羅生門～大江山
- 八岐大蛇[15]
- 滝夜叉姫
- 塵倫（塵輪）
- 葛城山(土蜘蛛)
- 神降ろし(塩祓い)
- 神迎え
- 山姥
- 日本武尊(熊襲)
- 伊吹山
- 鈴鹿山
- 山伏
- 三浦
- 悪狐伝前編(玉藻前)
- 悪狐伝中編
- 悪狐伝最終編(殺生石)
- 天神
- 天神記
- 八幡
- 天岩戸
- 大化改新
- 鍾馗
- 下り八島
- 十羅刹女（十羅.日御碕）
- 壇ノ浦
- 源頼政
- 神武
- 神農
- 貴船
- 天の香具山
- 小掛山
- 鈴子山
- 創作演目(二所の朝廷.日振島.吾妻山.筑波山.元就公.厳島合戦.神奈備.鬼八塚.衣川.鶴ヶ岡他)

## 神楽ドーム
千畳敷の広さの観客席を持った神楽専用の観覧施設で、2000人収容できる。広島県安芸高田市美土里町本郷に所在。
神楽ドームで行われる神楽イベント
- 春夏秋冬特別公演・・5月、11月
- 高校生の神楽甲子園・・7月
- 安芸高田こども神楽発表大会・・9月
- 美土里神楽発表大会・・9月
- 本郷神楽祭り・・11月
- ひろしまね神楽デー